# Kanelpelargon
Kanelpelargonen (Pelargonium triste) är en art i familjen näveväxter. Det var den första pelargonart som infördes till Europa. 
Arten kom till England omkring år 1632 och kom då dit med sjömän och handelsmän från skepp som hade stannat till vid Godahoppsudden. Pelargonium triste har tjocka rotknölar och var därför lätt att transportera.
Kanelpelargonens blad ser ut som morotsblast och blommorna är små och oansenliga. På nätterna doftar blomman starkt av kanel, och den ansågs därför ändå vara en märkvärdig och värdefull blomma. Under 1600-talet spreds kanelpelargonen mellan stora privata trädgårdar och botaniska trädgårdar. 
Artens första latinska namn var Geranium indicum noctu odoratum - "den indiska geranien som doftar om natten".

## Synonymer
Geranium daucifolium Murray
Geranium flavum Burm.f.
Geranium pastinacifolium Miller
Geranium pinnatifidum Burm.f.
Geranium quinquevulnerum Andrews
Geranium triste L.
Pelargonium daucoides Jacq.
Pelargonium filipendulifolium (Sims) Sweet
Pelargonium flavum (Burm.f.) L'Hér.
Pelargonium millefoliatum Sweet
Pelargonium papaverifolium (Eckl. & Zeyh.) Steud.
Pelargonium triste var. filipendulifolium Sims
Polyactium coniophyllum Eckl. & Zeyh.
Polyactium papaverifolium Eckl. & Zeyh.